# Эггенштедт
Эггенштедт (нем. Eggenstedt) — деревня в Германии, в земле Саксония-Анхальт, входит в район Бёрде в составе городского округа Ванцлебен-Бёрде.
Население составляет 259 человек (на 31 декабря 2008 года). Занимает площадь 10,99 км².

## История
Первое упоминание о поселении относится к 1135 году.
1 января 2010 года, после проведённых реформ, был образован городской округ Ванцлебен-Бёрде, а в его состав вошли ранее независимые коммуны: Ботмерсдорф, Грос-Роденслебен, Домерслебен, Драйлебен, Клайн-Роденслебен, Хоэндоделебен, Эггенштедт, а также города Ванцлебен и Зехаузен.

## Галерея

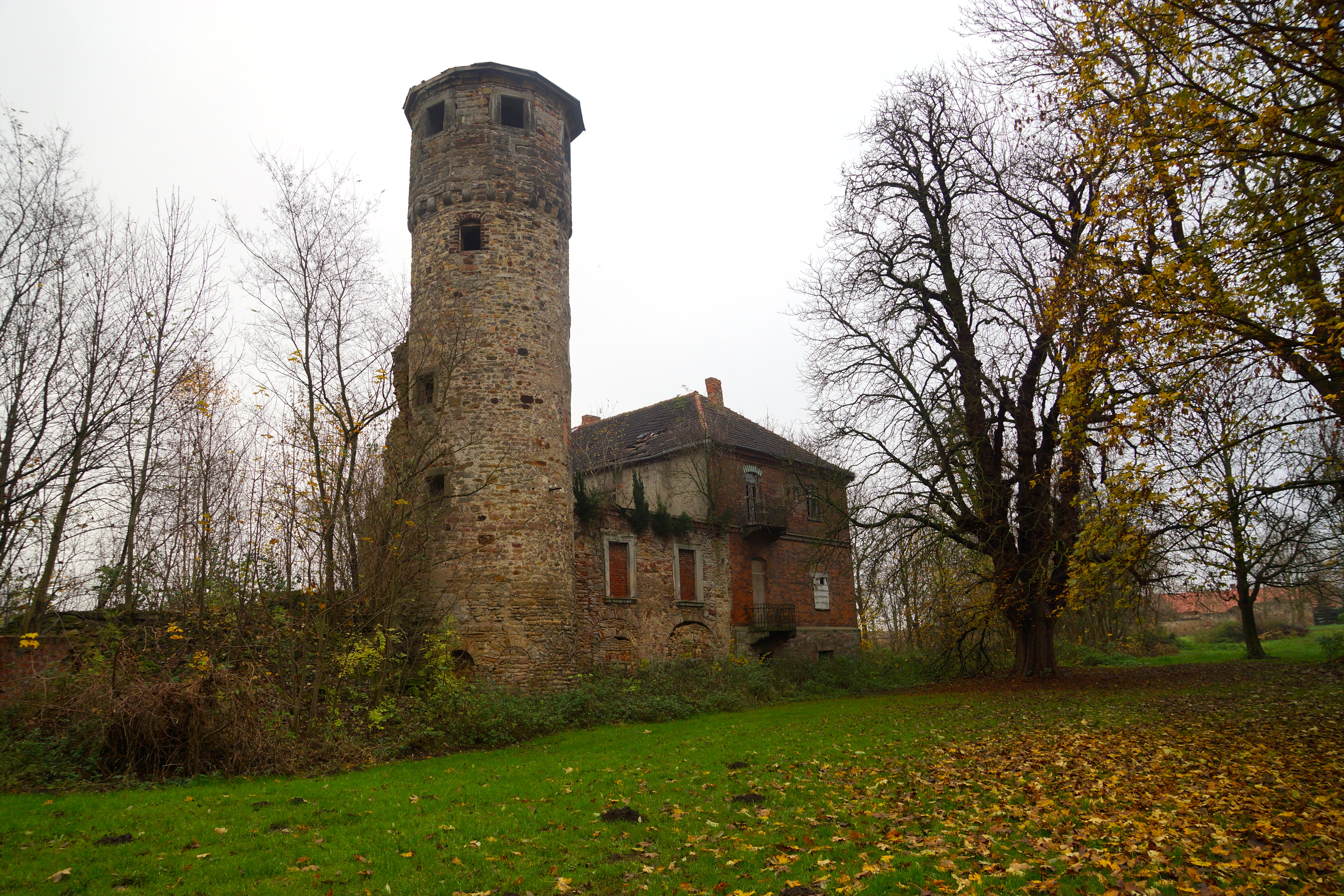
Древняя сторожевая башня
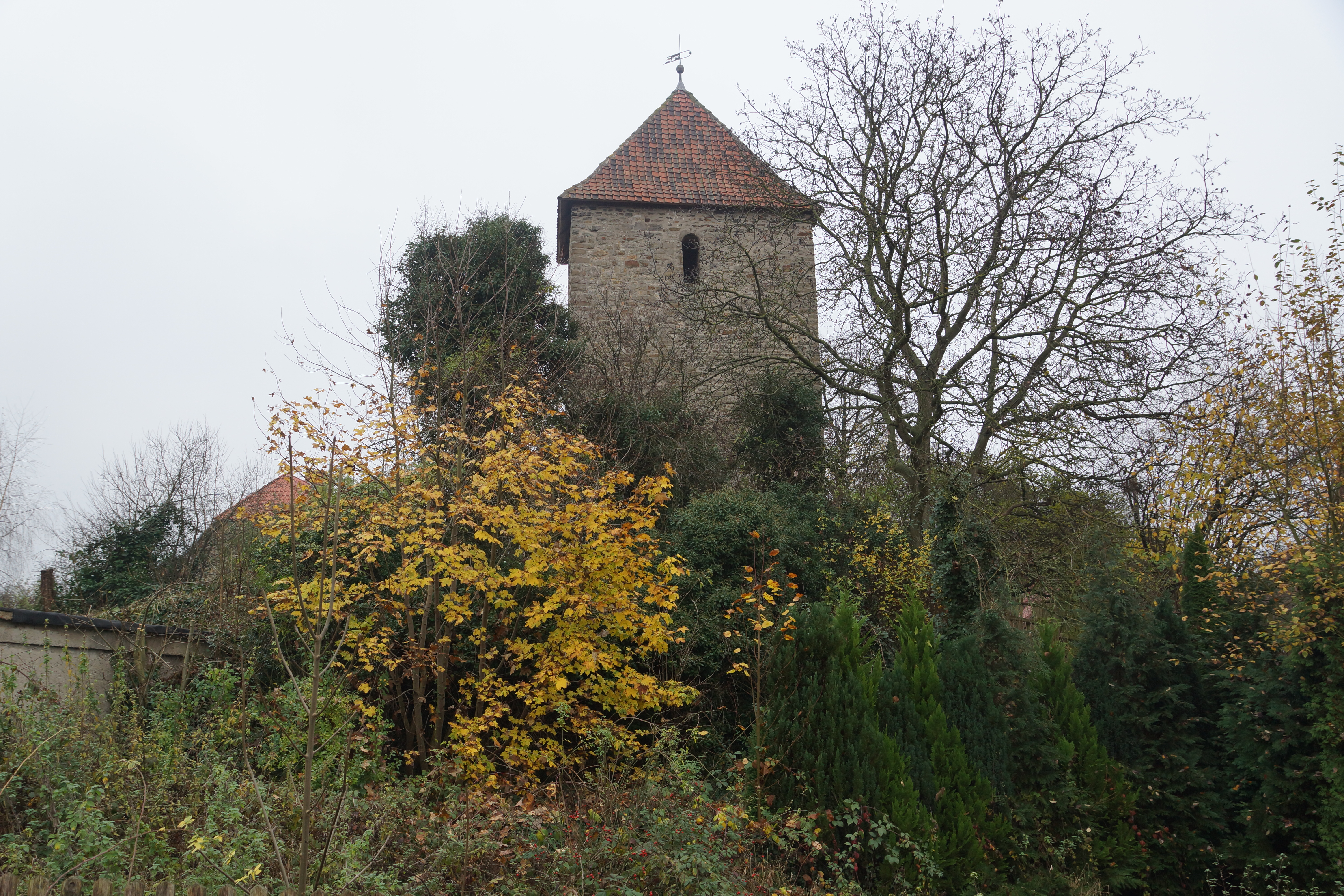
Церковь